# Ruth Pickvance
Ruth Pickvance, née le 28 septembre 1961 dans le Lancashire, est une coureuse de fond galloise spécialisée en course en montagne et en skyrunning. Elle a remporté la médaille de bronze aux championnats d'Europe de skyrunning 2007 et est championne de Grande-Bretagne de fell running 1989.

## Biographie
Née dans le Lancashire, Ruth grandit à Halifax. Après ses études en littérature anglaise à l'université d'York, elle découvre la discipline du fell running et décide de s'y essayer. Sa première course n'est pas une réussite car elle termine avant-dernière. Elle persévère et finit par obtenir de bons résultats. En 1989, elle domine la saison des championnats de Grande-Bretagne de fell running. Elle s'impose notamment aux courses de Kaim Hill, Y Garn et Wasdale et se classe première avec 16 points d'avance sur June Harold. Elle se classe également deuxième des championnats d'Angleterre,. Durant cette même année, elle participe au Swiss Alpine Marathon. L'Anglaise Vanessa Brindle prend les commandes de la course avant d'être dépassée par Ruth. Elle conserve la tête de course pendant la majorité de l'épreuve mais craque dans les derniers kilomètres et se fait finalement doubler par la marathonienne Leslie Watson,.
Elle fait ses débuts dans la discipline naissante du skyrunning en 1993 et 1994. Elle s'impose deux fois à la 6000D.
Elle déménage avec son mari à Singapour à la fin de l'année 1994 pour le travail de ce dernier. Elle en profite pour participer au Mount Kinabalu Climbathon où elle termine deuxième.
Elle déménage en Galles du Sud au début des années 2000 et prend la direction de la faculté des lettres à l'UWC Atlantic College.
Ayant refusé de courir sur route à la fin des années 1980, elle s'y essaie au début des années 2000, poussée par un collègue. En 2001, elle décide au dernier moment de participer au marathon de New York et termine meilleure Britannique à la 25e place en 2 h 45 min 23 s. Elle partage le podium de sa catégorie d'âge avec la championne olympique Joan Benoit,. Elle remporte le marathon de Gênes en 2003.
Après avoir décroché plusieurs podiums lors de SkyRaces, elle prend part à l'édition inaugurale des championnats d'Europe de skyrunning qui se déroulent dans le cadre de la SkyRace Valmalenco-Valposchiavo. Alors que l'Italienne Pierangela Baronchelli lutte face à la Portugaise Rosa Madureira pour le titre, Ruth assure la médaille de bronze.
En 2014, elle quitte son poste à l'UWC Atlantic College et revient à sa passion pour le fell running en devant directrice des courses Llanbedr-Blaenavon et Black Mountains Trail Race. Elle fonde également sa compagnie Element qui propose des cours réservés aux femmes leur permettant de s'initier aux activités en plein air telles que le fell running, la randonnée avec carte ou encore le vélo tout terrain,.

## Palmarès

### Course en montagne
| no   | féminin            | Course                  | Longueur | Départ            | Temps           |
| ---- | ------------------ | ----------------------- | -------- | ----------------- | --------------- |
|      | Médaille d'argent  | Three Peaks Race        | 37,4 km  | 30 avril 1989     | 3 h 42 min 25 s |
| 134e | Médaille d'argent  | Swiss Alpine Marathon   | 67 km    | 29 juillet 1989   | 6 h 57 min 59 s |
|      | Médaille d'or      | Three Peaks Race        | 37,4 km  | 29 avril 1990     | 3 h 44 min 18 s |
|      | Médaille d'argent  | Three Peaks Race        | 37,4 km  | 25 avril 1993     | 3 h 44 min 14 s |
|      | Médaille d'or      | Manx Mountain Marathon  | 50 km    | 22 avril 2000     | 5 h 51 min 14 s |
|      | Médaille de bronze | Course du Cervin        | 14,35 km | 27 août 2000      | 1 h 22 min 54 s |
| 65e  | Médaille d'argent  | Dreizinnen-Marathon     | 21 km    | 8 septembre 2002  | 2 h 10 min 16 s |
| 63e  | Médaille d'or      | Dreizinnen-Marathon     | 21 km    | 14 septembre 2003 | 2 h 11 min 43 s |
| 51e  | Médaille de bronze | Dreizinnen-Marathon     | 21 km    | 12 septembre 2004 | 2 h 12 min 28 s |
|      | Médaille d'or      | Val Gardena Extrem      | 19,1 km  | 19 septembre 2004 | 2 h 4 min 42 s  |
| 55e  | Médaille d'argent  | Semi-marathon d'Aletsch | 21,1 km  | 25 juin 2006      | 2 h 0 min 36 s  |

### Skyrunning
| no   | féminin            | Course                              | Longueur | Départ           | Temps           |
| ---- | ------------------ | ----------------------------------- | -------- | ---------------- | --------------- |
| 23e  | Médaille d'or      | 6000D                               | 55 km    | 24 juillet 1993  | 5 h 22 min 22 s |
| 24e  | Médaille d'or      | 6000D                               | 55 km    | 31 juillet 1994  | 5 h 28 min 51 s |
|      | Médaille d'argent  | Mount Kinabalu Climbathon           | 21 km    | 2 septembre 1994 | 3 h 22 min 10 s |
|      | Médaille de bronze | SkyMarathon Sentiero 4 Luglio       | 42 km    | 7 juillet 2002   | 5 h 59 min 27 s |
|      | Médaille d'argent  | Monte Rosa SkyRace                  | 28 km    | 2002             | 3 h 40 min 17 s |
|      | Médaille de bronze | Monte Rosa SkyRace                  | 28 km    | 2003             | 3 h 50 min 6 s  |
| 104e | Médaille de bronze | SkyRace Valmalenco-Valposchiavo     | 31 km    | 13 juin 2004     | 3 h 32 min 10 s |
|      | Médaille de bronze | Monte Rosa SkyRace                  | 28 km    | 25 juillet 2004  | 3 h 37 min 4 s  |
| 98e  | Médaille de bronze | Dolomites SkyRace                   | 22 km    | 1er août 2004    | 2 h 53 min 48 s |
| 78e  | Médaille de bronze | SkyRace Valmalenco-Valposchiavo     | 31 km    | 12 juin 2005     | 3 h 22 min 26 s |
|      | Médaille d'argent  | Monte Rosa SkyRace                  | 28 km    | 2005             | 3 h 40 min 39 s |
| 87e  | Médaille de bronze | Championnats d'Europe de skyrunning | 31 km    | 10 juin 2007     | 3 h 25 min 15 s |
| 26e  | Médaille de bronze | Monte Rosa SkyRace                  | 28 km    | 8 juillet 2007   | 3 h 30 min 32 s |

### Route
| Année | Compétition               | Lieu          | Place | Épreuve       | Temps           |
| ----- | ------------------------- | ------------- | ----- | ------------- | --------------- |
| 2002  | Marathon de Londres       | Londres       | 17e   | Marathon      | 2 h 45 min 34 s |
| 2002  | Marathon de Reggio Emilia | Reggio Emilia | 4e    | Marathon      | 2 h 45 min 27 s |
| 2003  | Marathon de Gênes         | Gênes         | 1re   | Marathon      | 2 h 45 min 41 s |
| 2003  | Semi-marathon de Bergame  | Bergame       | 3e    | Semi-marathon | 1 h 19 min 49 s |
| 2003  | Semi-marathon de Parme    | Parme         | 3e    | Semi-marathon | 1 h 20 min 22 s |
| 2003  | Marathon de Cardiff       | Cardiff       | 1re   | Marathon      | 2 h 51 min 35 s |
| 2003  | Marathon de Reggio Emilia | Reggio Emilia | 2e    | Marathon      | 2 h 46 min 50 s |
| 2004  | Marathon de Belfast       | Belfast       | 2e    | Marathon      | 2 h 54 min 52 s |
| 2004  | Marathon de Cardiff       | Cardiff       | 1re   | Marathon      | 2 h 53 min 47 s |
| 2004  | Marathon de Reggio Emilia | Reggio Emilia | 4e    | Marathon      | 2 h 55 min 12 s |

## Records
| Épreuve       | Performance     | Date              | Lieu          |
| ------------- | --------------- | ----------------- | ------------- |
| 10 kilomètres | 35 min 9 s      | 23 septembre 2001 | Swansea       |
| 10 miles      | 58 min 52 s     | 6 février 2006    | Pontypridd    |
| Semi-marathon | 1 h 17 min 0 s  | 23 mars 2002      | Prague        |
| Marathon      | 2 h 45 min 17 s | 15 décembre 2002  | Reggio Emilia |

## Ouvrages
- (en) Ruth Pickvance, Tranquilino, CreateSpace, 25 octobre 2012,  (ISBN 978-1479210787)